# Ivan Nikitin

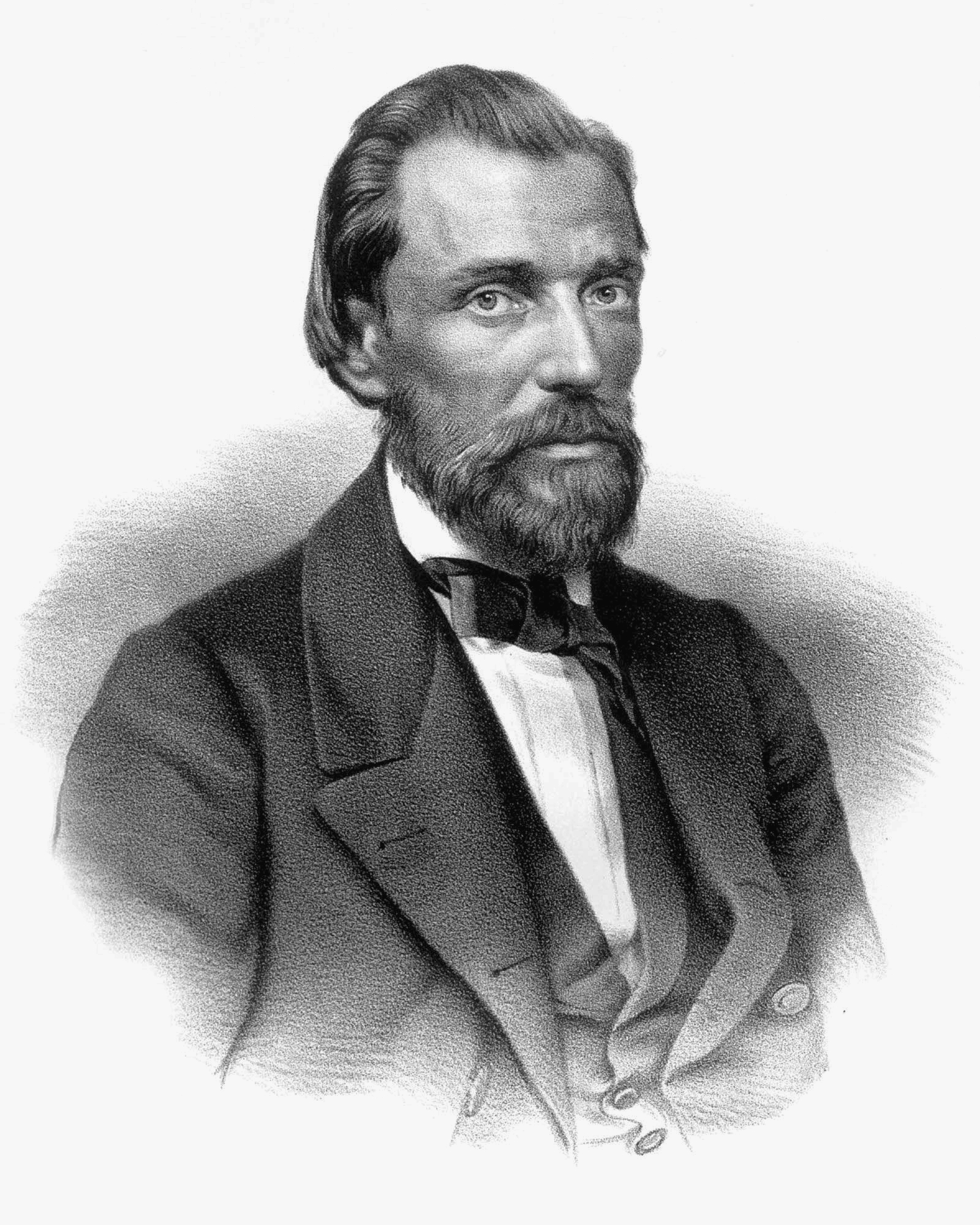
Ivan Nikitin.

Ivan Savvitj Nikitin (ryska: Иван Саввич Никитин), född 3 oktober 1824 (gamla stilen: 21 september) i Voronezj, död där 28 oktober (gamla stilen: 16 oktober) 1861, var en rysk skald.
Nikitin var från samma trakt som folkpoeten Aleksej Koltsov, guvernementet Voronezj. Han påverkades livligt av honom i sin folkliga diktning och omsatte sina sorgliga erfarenheter från föräldrahemmet och ungdomstiden i känsliga dikter, i vilka han besjöng dels den ryska naturen, dels folkets nöd. 
Genom den versifierade berättelsen Kulak (1857) införde han i den ryska vitterheten "kulaken", den brutale, okunnige uppkomlingen, som genom affärsknep utsuger de enfaldiga bönderna, men även själv går under, genom dryckenskap. 
Nikitins dikter utgick i många upplagor från och med 1869 (fullständig upplaga 1885 med biografisk inledning av Michail De-Pule). Några smärre diktprov finns översatta till svenska i Alfred Jensens Rysk kulturhistoria, III (1908).